# 国道230号

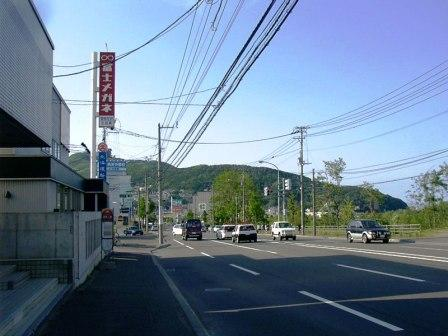
国道230号（札幌市南区川沿）

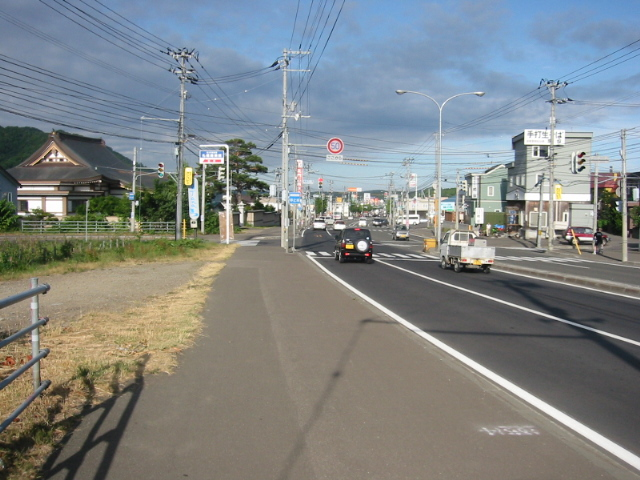
同上（札幌市南区藤野）

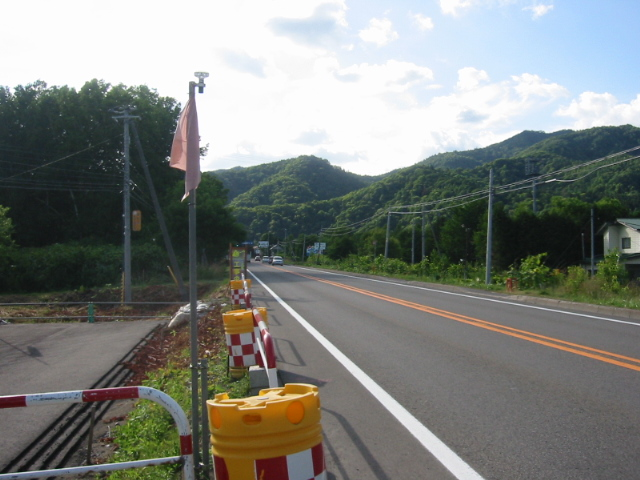
同上（札幌市南区小金湯）

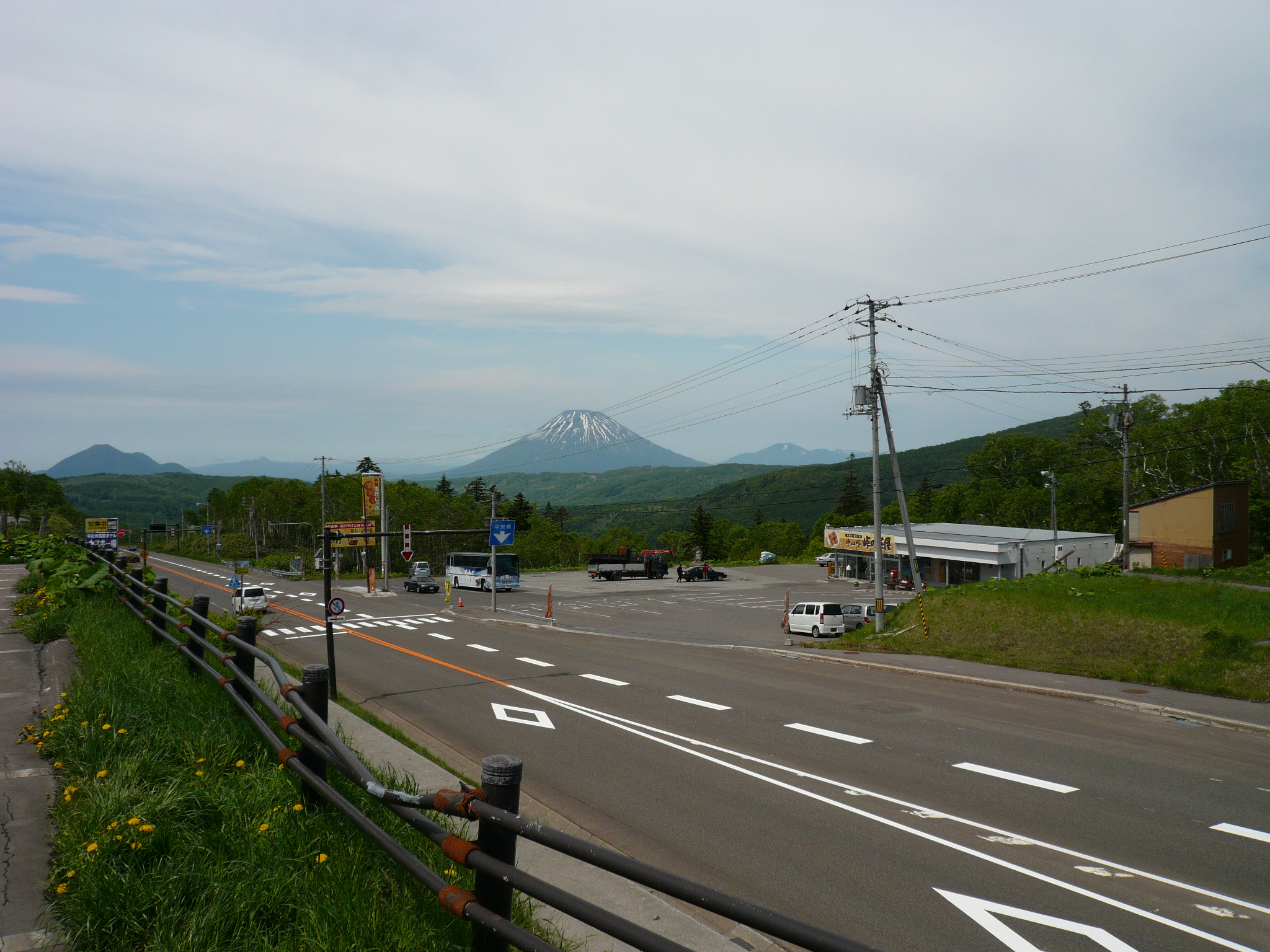
中山峠頂上（虻田郡喜茂別町川上）

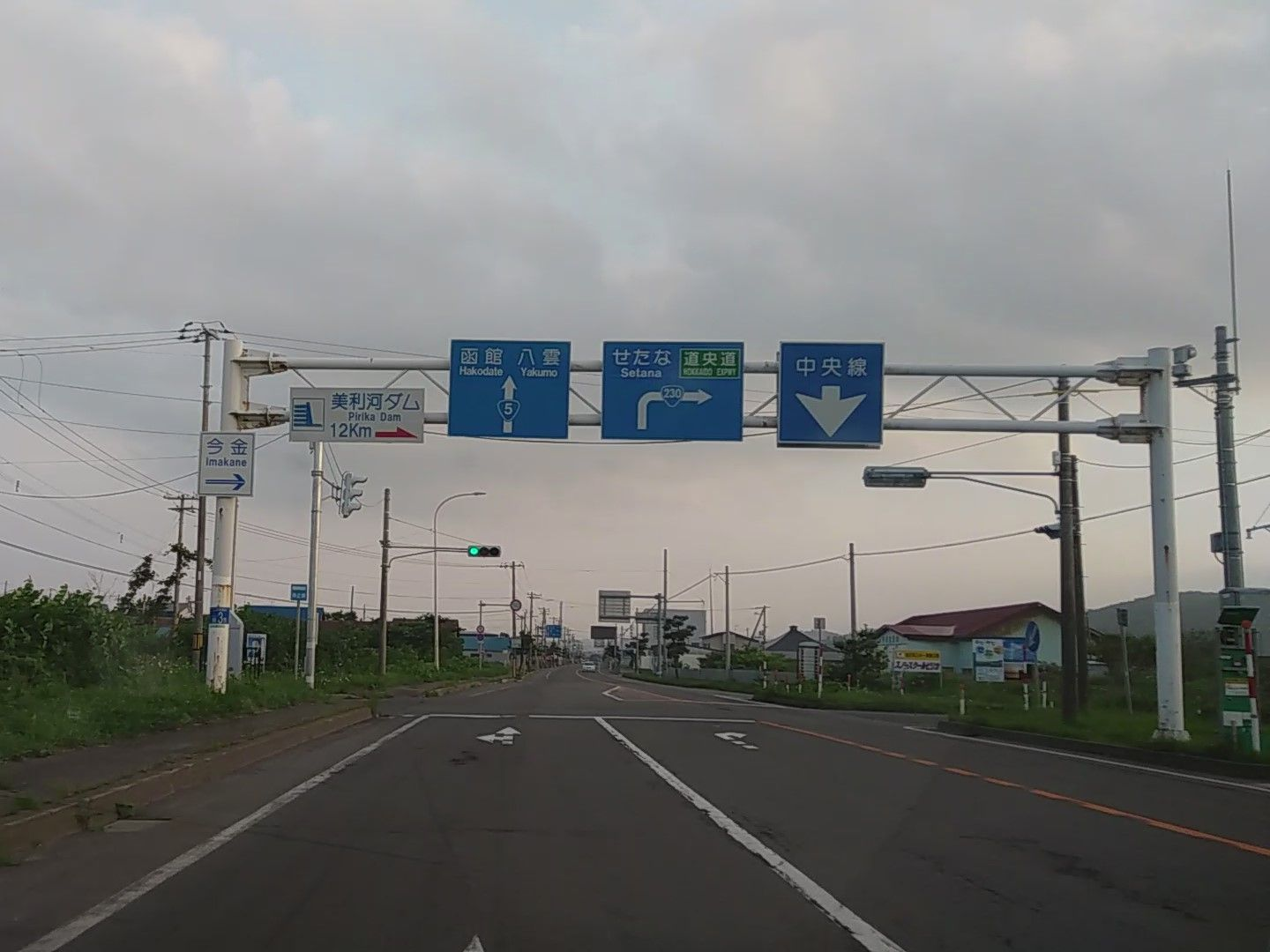
国道230号・国道5号交点（重複終了点）山越郡長万部町国縫（くんぬい）

国道230号（こくどう230ごう）は、北海道札幌市中央区から久遠郡せたな町に至る一般国道である。

## 概要
起点から山越郡長万部町へは国道5号または国道36号・国道37号より短距離で達し、札幌・函館間を結ぶ最短距離ルートを形成する。
2000年（平成12年）に発生した有珠山噴火によって虻田郡虻田町内2カ所で国道が分断された。国道上に噴火口があり、徒歩でも国道部分を通過するのは不可能となった。地形図では、国道上に火山活動によって形成された池も記載されている。また、国道脇を通っていた町道泉公園線の跡地が遊歩道として整備されている。復旧工事は別ルートによって行われ、2007年（平成19年）に開通した。

### 路線データ
一般国道の路線を指定する政令に基づく起終点および重要な経過地は次のとおり。
- 起点：札幌市（札幌市中央区北1条西4丁目1番4[3]、国道12号・国道36号交点）
- 終点：北海道瀬棚郡北檜山町[注釈 3]（久遠郡せたな町北檜山区北檜山209番1[3]、国道229号交点）
- 重要な経過地：北海道虻田郡喜茂別町、同郡虻田町[注釈 1]、同道山越郡長万部町
- 総延長 : 197.4 km（北海道 152.2 km、札幌市 45.2 km）[4][注釈 4]
- 重用延長 : 48.7 km（北海道 48.7 km、札幌市 - km）[4][注釈 4]
- 未供用延長 : なし[4][注釈 4]
- 実延長 : 148.7 km（北海道 103.5 km、札幌市 45.2 km）[4][注釈 4]
  - 現道 : 148.7 km（北海道 103.5 km、札幌市 45.2 km）[4][注釈 4]
  - 旧道 : なし[4][注釈 4]
  - 新道 : なし[4][注釈 4]
- 指定区間：全線[5]

## 歴史

### 年表
- 1870年 - 東本願寺代表現如らによる北海道開拓活動として札幌と伊達を直結する通称「本願寺道路」の開削工事を開始。一年余りで完成させる。当時のルートは厳密には伊達市から洞爺湖沿岸を経た後に現在の230号線ルートに入り、旧平岸村へ至る街道だった。
- 1920年（大正9年）4月1日 - 道路法および北海道道路令により準地方費道1号線札幌倶知安線に認定。（北海道札幌区 - 北海道虻田郡喜茂別村、その先は現国道276号経由で倶知安に至る）
- 1953年（昭和28年）5月18日 - 二級国道230号札幌虻田線（札幌市 - 北海道虻田郡虻田町[注釈 1]）として指定施行[6]。
- 1965年（昭和40年）4月1日 - 道路法改正により一級・二級区分が廃止されて一般国道230号として指定施行[2]。
- 1969年（昭和44年）10月 - 定山渓・中山峠間改良工事（無意根大橋、定山渓トンネル新設）終了に伴い通年通行化。
- 1982年（昭和57年）4月1日 - 終点側の山越郡長万部町 - 瀬棚郡北檜山町[注釈 3]の区間を編入（虻田郡虻田町 - 山越郡長万部町は国道37号・国道5号の重用区間）し、一般国道230号（札幌市 - 北海道瀬棚郡北桧山町[注釈 3]）として指定施行[7][注釈 5]
- 2000年（平成12年）3月31日 - 有珠山の噴火により道路が寸断され、不通区間が発生[8]。
- 2007年（平成19年）3月28日 - 有珠山の噴火による不通区間に代わり、新たに建設されたルートが開通。12月21日には虻田洞爺湖ICも現在の位置に移設され、道央自動車道との直接往来が再び可能になった。
- 2021年（令和3年）11月1日 - 渋滞解消を目的とした定山渓拡幅事業のうち、新白糸トンネル（2車線）が完成し、午前5時から供用開始。事業完成時は2車線とも札幌市街地方面行となるものだが、当面はこちらを対面交通で使用し、既存の白糸トンネル（事業完成時は2車線とも洞爺湖方面行として使用）はいったん通行止めに。その後、白糸トンネルを再供用し、新・旧それぞれ1車線での運用に変更された（時期不明）。
- 2023年（令和5年）3月24日 - 定山渓拡幅事業の車道部分が完成して午前5時から供用開始。白糸トンネル・新白糸トンネル共に2車線となり、前後の区間と合わせて、起点から定山渓温泉までの全区間が4車線以上となった。

### 2000年有珠山噴火による代替区間

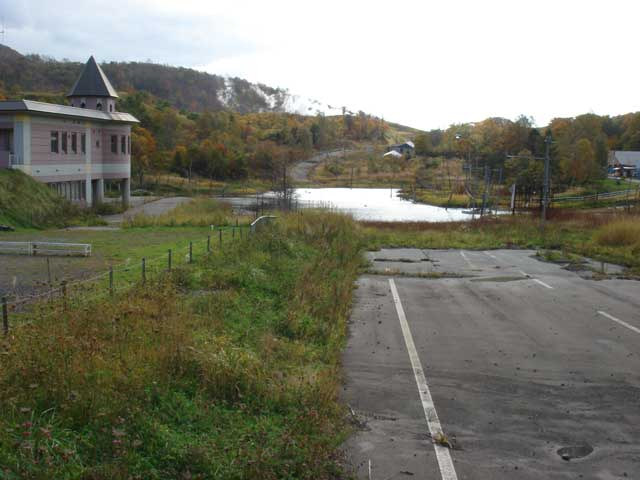
国道付近から噴火（西口火口）が始まり著しい隆起のため道路が変形。一部は水没し池となった。

有珠山噴火によって虻田郡虻田町洞爺湖温泉 - 同町泉の間が不通になったため、道路管理者である北海道開発局は、迂回ルートとして虻田郡洞爺村香川 - 虻田郡豊浦町東雲町を結ぶ北海道道285号豊浦洞爺線・北海道道97号豊浦京極線の該当区間を2000年（平成12年）4月26日から国道230号に組み入れて対処した。これは新ルート開通までの応急的措置であり、2007年3月28日の新ルート開通後、4月2日に国道の指定は解除された。また、新ルートの交点から洞爺湖温泉街に至る区間は北海道道2号洞爺湖登別線に変更されている。その後不通となった個所は西山火口散策路として整備され、変形した道路や被害に遭った建物を見学できるようになった。

## 路線状況
札幌市から洞爺湖方面へ向かう際の主要経路であり、特に定山渓温泉に関してはほぼ唯一のアクセス路であることから、観光需要の交通も多い。
起点から札幌市中央区北1条西10丁目（北海道道124号宮の沢北一条線・北海道道452号下手稲札幌線交点）までは4車線、そこから同南6条西13丁目（南6条通交点）までは6車線、さらに札幌市南区定山渓温泉東4丁目（定山渓小学校南西）までの区間が4車線で整備されている。
途中、北海道道82号西野真駒内清田線との交点は立体交差（アンダーパス）となっている。

### 通称
- 石山通（北海道道124号・北海道道452号交点 - 札幌市南区簾舞）
- 洞爺国道
- 美利河国道

### バイパス
- 渡島半島横断道路

### 重複区間
- 国道276号（虻田郡喜茂別町相川・公園前交点 - 虻田郡喜茂別町尻別）
- 国道37号（虻田郡洞爺湖町清水 - 山越郡長万部町長万部・旭浜交点）
- 国道5号（山越郡長万部町長万部・旭浜交点 - 山越郡長万部町国縫）

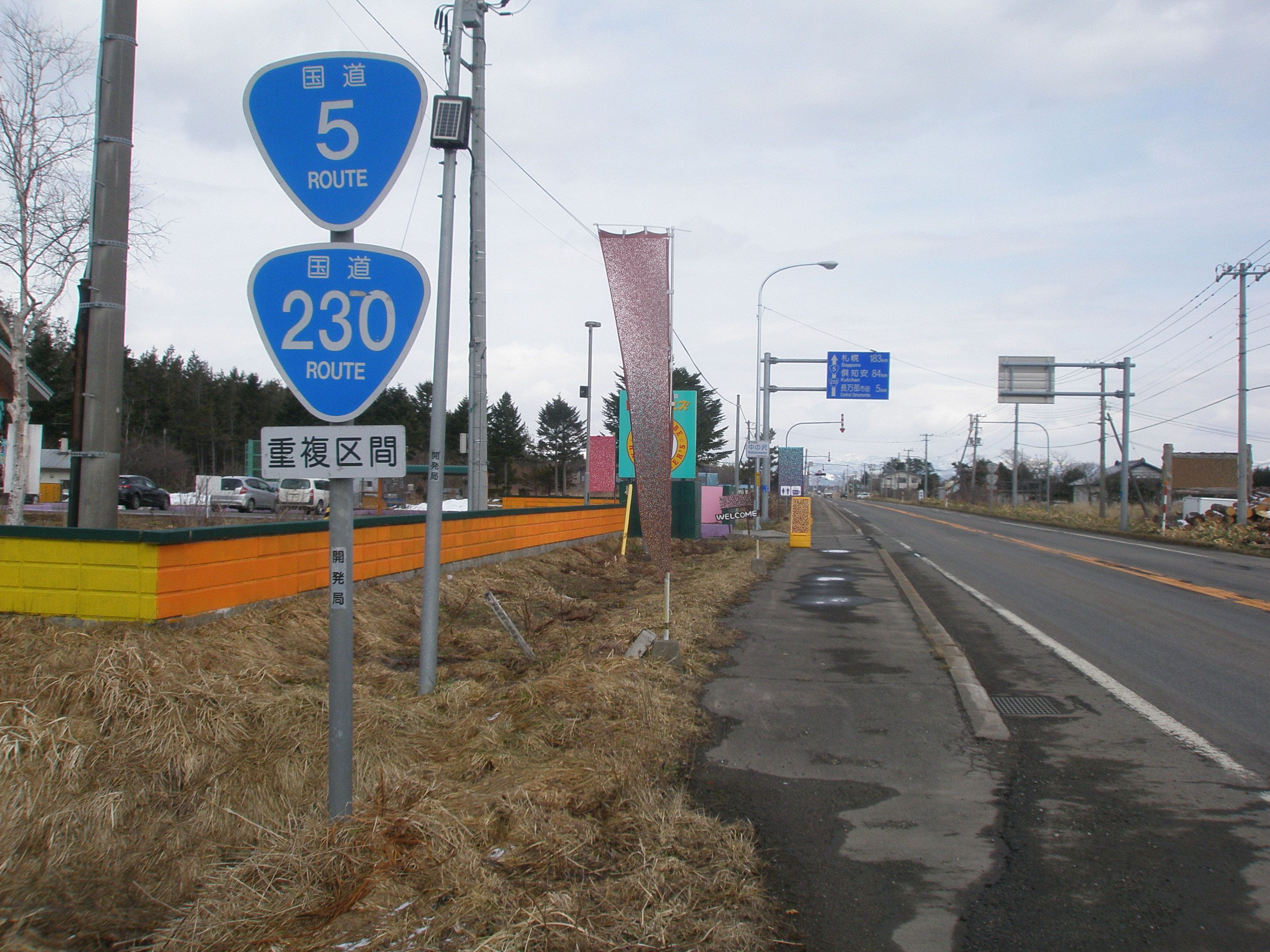
国道230号・国道5号との重複区間を示す標識、奥側に重複路線表示の案内標識・方面及び距離（106-A）（長万部町中の沢、2019年3月撮影）
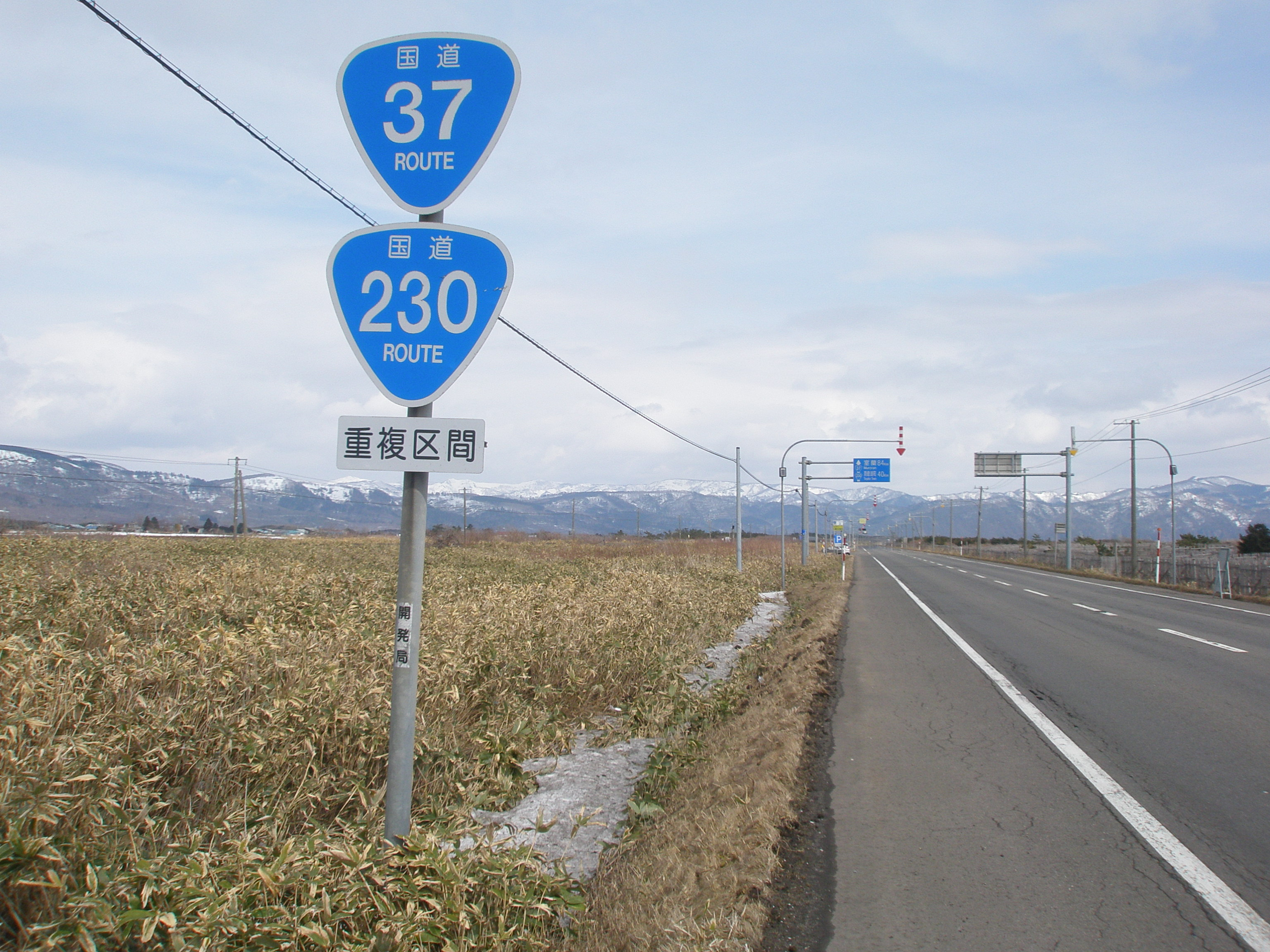
国道230号・国道37号との重複区間を示す標識、奥側に重複路線表示の案内標識・方面及び距離（106-A）（長万部町旭浜、2019年3月撮影）
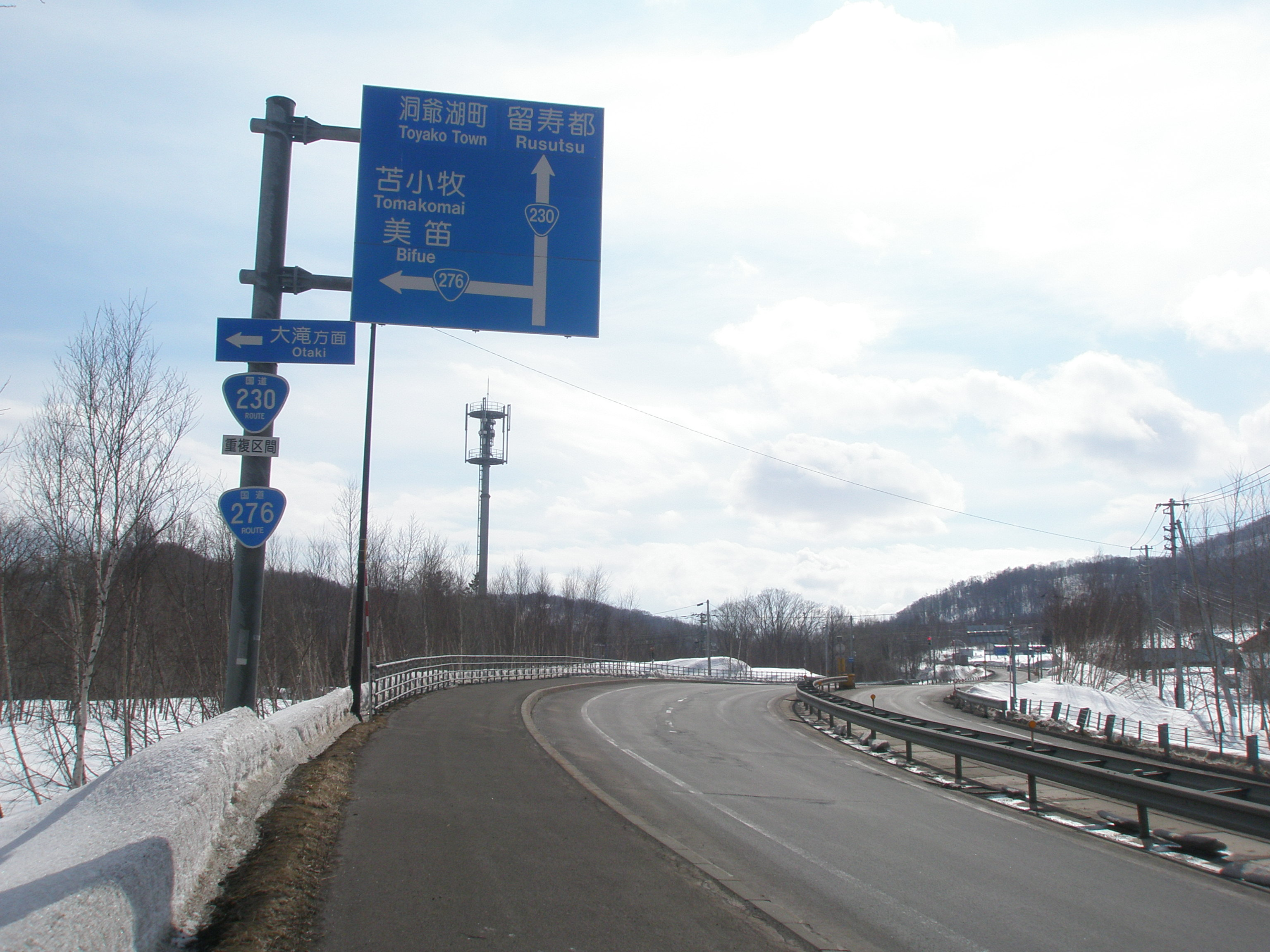
国道230号・国道276号との重複区間を示す標識および同国道交差点（喜茂別町尻別、2019年3月撮影）

### 道路施設

#### トンネル
- 錦トンネル（108 m）
- 新錦トンネル（104 m）
- 白糸トンネル（116 m）
- 薄別トンネル（159 m）
- 定山渓トンネル（1,124 m）
- 三豊トンネル（1,970 m）
- 青葉トンネル（1,719 m）
- 花石トンネル（667 m）

#### 道の駅
- 後志総合振興局
  - 望羊中山（喜茂別町）
  - 230ルスツ（留寿都村）
- 胆振総合振興局
  - とうや湖（洞爺湖町）
  - とようら（豊浦町、国道37号重複区間）

## 地理

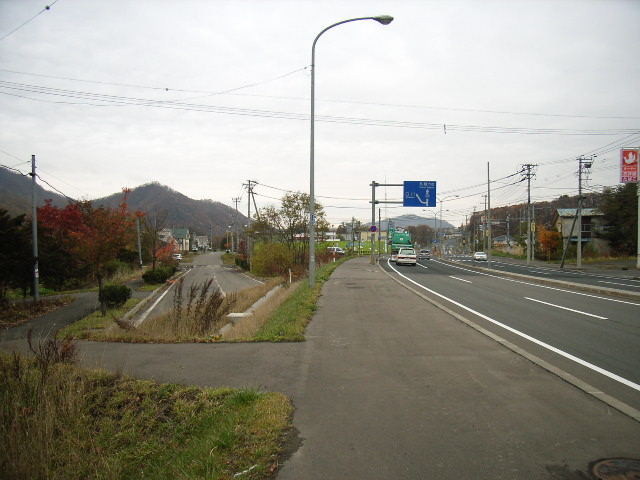
札幌市郊外の国道230号。左は旧国道（2004年11月）

### 通過する自治体
- 北海道
  - 石狩振興局
    - 札幌市（中央区 - 南区）

  - 後志総合振興局
    - 虻田郡喜茂別町 - 虻田郡留寿都村 - 寿都郡黒松内町

  - 胆振総合振興局
    - 虻田郡洞爺湖町 - 虻田郡豊浦町

  - 渡島総合振興局
    - 山越郡長万部町

  - 檜山振興局
    - 瀬棚郡今金町 - 久遠郡せたな町

### 交差する道路

#### 石狩振興局
札幌市中央区
- 国道12号・国道36号・北海道道18号札幌停車場線：北1条西4丁目
- 北海道道124号宮の沢北一条線・北海道道452号下手稲札幌線：北1条西10丁目
- 北海道道89号札幌環状線：南19条西10丁目
- 北海道道453号西野白石線：南21条西10丁目

札幌市南区
- 北海道道82号西野真駒内清田線：川沿1条1丁目
- 北海道道1号小樽定山渓線：定山渓温泉東2丁目

#### 後志総合振興局
虻田郡喜茂別町
- 北海道道696号喜茂別停車場線 : 喜茂別
- 国道276号：相川（公園前交点）、尻別

虻田郡留寿都村
- 北海道道66号岩内洞爺線：留寿都
- 北海道道560号仲洞爺留寿都線：留寿都
- 北海道道230号三ノ原ニセコ線：三ノ原

#### 胆振総合振興局
虻田郡洞爺湖町
- 北海道道66号岩内洞爺線：大原
- 北海道道285号豊浦洞爺線：香川、洞爺町成香
- 北海道道578号洞爺虻田線：洞爺湖温泉
- 北海道道2号洞爺湖登別線：洞爺湖温泉
- E5 道央自動車道虻田洞爺湖IC：三豊
- 北海道道578号洞爺虻田線：三豊
- 国道37号：清水

（国道37号、国道5号との重複区間は省略）

#### 渡島総合振興局
山越郡長万部町
- 国道5号：国縫
- E5 道央自動車道国縫IC：国縫

#### 檜山振興局
瀬棚郡今金町
- 北海道道999号美利河二股自然休養村線：字美利河
- 北海道道836号島牧美利河線：字美利河
- 国道230号国縫道路：字美利河、字宮島、字花石
- 国道230号花石道路：字花石、字住吉
- 北海道道232号今金北檜山線：字種川
- 北海道道878号光台種川線：字種川
- 北海道道686号鈴岡今金停車場線：字今金、字神丘
- 北海道道263号八雲今金線：字今金

久遠郡せたな町
- 北海道道677号小倉山丹羽停車場線：北檜山区丹羽
- 北海道道936号丹羽今金線：北檜山区丹羽
- 国道229号：北檜山区北檜山（終点）

### 主な峠
- 石狩振興局
  - 中山峠（札幌市南区 - 虻田郡喜茂別町）標高831 m
  - 留寿都村のルスツリゾート入り口付近が標高400 m以上であり、北方の尻別川水系（日本海に至る）と南方の貫気別川水系（太平洋に至る）の分水界にあたる。